# Generic Access Profile
Generic Access Profile är en term som används inom DECT-standarden för trådlös telefoni och beskriver den grundläggande profil som hanterar uppkoppling av enheter mot varandra och säkerhetskontrollen.